# Mario Baccini
Mario Baccini (Roma, 14 dicembre 1957) è un politico italiano, ministro per la funzione pubblica dal 2004 al 2006 e sindaco di Fiumicino dal 2023.
Già esponente della Democrazia Cristiana, ha aderito al CCD e all'UDC, dalla quale è successivamente fuoriuscito per aderire alla Rosa per l'Italia; ha poi promosso la costituzione della Federazione dei Cristiano Popolari e nel 2013 è entrato nel Nuovo Centrodestra.

## Biografia
Mario Baccini inizia la sua carriera politica in qualità di consigliere comunale di Roma (1989-1993) come esponente della Democrazia Cristiana (DC).

### Elezione a deputato
Nel 1994, allo scioglimento della DC, partecipa alla nascita del Centro Cristiano Democratico (CCD) di Pier Ferdinando Casini e Clemente Mastella, dove alle elezioni politiche del 27 marzo viene candidato alla Camera dei deputati nel collegio elettorale di Roma-Fiumicino, sostenuto dal Polo del Buon Governo in quota CCD, dove viene eletto deputato con il 53,49% dei voti contro i candidati dei Progressisti Francesco Speranza (36,69%) e del Patto per l'Italia Ettore Viola (9,82%). Nella XII legislatura della Repubblica ha ricoperto gli incarichi di capogruppo del CCD nella 9ª Commissione Trasporti, poste e telecomunicazioni e segretario dell'ufficio di Presidenza della Camera dei deputati.
Alle elezioni politiche del 1996 viene rieletto alla Camera nel medesimo collegio elettorale, diventando vicepresidente della Giunta delle elezioni, e successivamente segretario del gruppo parlamentare e coordinatore nazionale del CCD.
Tra il 1997 e il 1998 è anche consigliere comunale di Cerveteri, mentre tra lo stesso anno e il 1999 è stato assessore della Provincia di Roma.
Nel 1999 è candidato dal CCD alle elezioni europee nella circoscrizione dell'Italia centrale, senza risultare eletto.

### Sottosegretario agli affari esteri
Alle elezioni politiche del 2001 viene riconfermato deputato nel collegio uninominale di Roma-Fiumicino, come candidato della coalizione di centrodestra, la Casa delle Libertà.
Con la formazione del secondo governo presieduto da Silvio Berlusconi, viene nominato sottosegretario di Stato al Ministero degli Affari esteri.
Nel 2002 aderisce all'Unione dei Democratici Cristiani e Democratici di Centro (UDC).

### Ministro della funzione pubblica
Dal 3 dicembre 2004 ha assunto, invece, l'incarico di Ministro per la funzione pubblica, riconfermato dal terzo governo Berlusconi. Sul finire del 2005, il suo nome viene lanciato fra le candidature a sindaco di Roma: a fare la proposta furono i vertici dell'UDC che avevano indicato nella figura di Baccini il proprio candidato per le amministrative della primavera 2006. In un servizio realizzato dalle Iene (2005), viene messa in dubbio la laurea ad Honorem, acquistabile online.

### L'Ente per il Microcredito
Nel 2005, in qualità di sottosegretario al Ministero degli Affari esteri, costituisce il Comitato nazionale per il microcredito, di cui si proclama presidente. Il Comitato diviene poi nel 2011 Ente nazionale, con venti dipendenti e una dotazione di 1,8 miliardi l'anno. Mario Baccini percepisce dall'Ente che lui stesso ha istituito un emolumento pari a 108000,00 € (netto mensile 5100,00 €), con decorrenza 2009, dunque anche con sovrapposizione con lo stipendio da parlamentare (di cui ha beneficiato fino al 2013). Pochi mesi più tardi Mario Monti, nominato premier, avvia il taglio degli sprechi e cancella l'Ente presieduto da Baccini. Trascorre poco tempo e l'Ente torna in vita grazie ad un emendamento in Commissione Bilancio che ripristina il finanziamento. In seguito l'Ente avrà finanziamenti anche dall'Europa.

### Vicepresidente del Senato
Alle elezioni politiche del 2006 è stato eletto al Senato della Repubblica, di cui è stato uno dei vicepresidenti. Il 30 gennaio 2008, insieme a Bruno Tabacci, ha lasciato l'UDC, dissentendo rispetto alla posizione del partito in occasione del conferimento di un mandato esplorativo di governo a Franco Marini e al riavvicinamento di Pier Ferdinando Casini alle posizioni di Berlusconi in tale circostanza, all'indomani della caduta del Governo Prodi II. Nella stessa data crea con Bruno Tabacci il movimento politico "Rosa per l'Italia", per conto della quale si presenta come candidato sindaco di Roma alle elezioni amministrative del 13 e 14 aprile, dove ottiene lo 0,8% dei consensi.

### Di nuovo alla Camera
Alle elezioni politiche del 2008 la Rosa per l'Italia si presenta nell'alleanza dell'Unione di Centro: Baccini viene eletto deputato. Al ballottaggio per il Comune di Roma decide personalmente di appoggiare il candidato di centro-destra Gianni Alemanno. Il 14 maggio 2008, durante la discussione in aula sulla mozione di fiducia al Berlusconi IV ha annunciato di votare a favore, dimettendosi contestualmente da tutti gli incarichi del suo partito ed iscrivendosi al gruppo misto della Camera.
Il 20 giugno presenta il simbolo del suo nuovo movimento politico, che si dichiara interessato al percorso costituente del Popolo della Libertà. A metà ottobre 2008, questo percorso viene intrapreso definitivamente, annunciando la partecipazione del movimento alla nascita del PdL. Il 13 maggio 2009 costituisce con i colleghi Giorgio La Malfa e Francesco Nucara la componente del Gruppo misto "Repubblicani Regionalisti Popolari". Il 26 maggio 2010 lascia il Gruppo misto per entrare nel gruppo parlamentare del Popolo della Libertà. Membro del Consiglio Direttivo del PdL alla Camera. Fino allo stesso anno, era capogruppo del gruppo Misto nella 12ª Commissione Affari sociali.

### Fuori dal Parlamento
Alle elezioni politiche del 2013 è nel PdL romano e, decimo della lista, non è stato eletto. Nel dicembre 2013 aderisce al neonato partito del Nuovo Centrodestra. Con la trasformazione del NCD in Alternativa Popolare, decide di non aderirvi, riavvicinandosi al centro-destra.
In occasione delle elezioni amministrative del 2018 si candida alla carica di sindaco di Fiumicino, alla guida di una coalizione di centro-destra formata da: Forza Italia, da Energie per l'Italia e da cinque liste civiche, ma viene sconfitto con il 42,73% dei voti dal sindaco uscente Esterino Montino. È comunque eletto consigliere comunale, diventando leader dell'opposizione.
Si ricandida a sindaco in occasione delle elezioni amministrative del 2023, con l'appoggio dell'intera coalizione di centro-destra (Fratelli d'Italia, Unione di Centro, Forza Italia, Lega, Partito Pensionati + Salute - Fronte Verde, Rinascimento e tre liste civiche), battendo il vicesindaco uscente Ezio Di Genesio Pagliuca con il 57%.

## Vita privata
Sposato una prima volta e rimasto vedovo. Due i figli dal matrimonio: Alan e Roberta. Si è quindi risposato con Diana Battaggia. La coppia ha avuto una figlia: Zoe.